# Morchella angusticeps
Espèce
Morchella angusticeps est une espèce de champignons comestibles, du genre Morchella de la famille des Morchellaceae dans l'ordre des Pezizales.

## Taxonomie

### Nom binomial
Morchella angusticeps 

## Description du Sporophore
Hyménophore
Alvéoles
Stipe
Odeur

## Comestibilité
Excellent comestible